# Mount Moriah
Mount Moriah és una població dels Estats Units a l'estat de Missouri. Segons el cens del 2000 tenia 143 habitants.

## Demografia
Segons el cens del 2000, Mount Moriah tenia 143 habitants, 55 habitatges, i 40 famílies. La densitat de població era de 54,1 habitants per km².
Dels 55 habitatges en un 32,7% hi vivien nens de menys de 18 anys, en un 52,7% hi vivien parelles casades, en un 12,7% dones solteres, i en un 25,5% no eren unitats familiars. En el 21,8% dels habitatges hi vivien persones soles el 16,4% de les quals corresponia a persones de 65 anys o més que vivien soles. El nombre mitjà de persones vivint en cada habitatge era de 2,6 i el nombre mitjà de persones que vivien en cada família era de 3,02.
Per edats la població es repartia de la següent manera: un 29,4% tenia menys de 18 anys, un 6,3% entre 18 i 24, un 25,2% entre 25 i 44, un 18,2% de 45 a 60 i un 21% 65 anys o més.
L'edat mediana era de 34 anys. Per cada 100 dones de 18 o més anys hi havia 98 homes.
La renda mediana per habitatge era de 24.063 $ i la renda mediana per família de 28.750 $. Els homes tenien una renda mediana de 25.000 $ mentre que les dones 18.750 $. La renda per capita de la població era de 9.346 $. Entorn del 13,6% de les famílies i el 12,2% de la població estaven per davall del llindar de pobresa.

## Poblacions més properes
El següent diagrama mostra les poblacions més properes.